# Емилия Попова
Емилия Димитрова Арнаудова, позната и като Емилия Попова е българска актриса.

## Биография
Родена е в Разград на 21 ноември 1893 г. Завършва гимназиалното си образование в Разград. Започва артистичната си кариера през 1909 г. в пътуващия театър „Смях и сълзи“. През 1912 г. дебютира на сцената на Разградския театър в ролята на Цветаева в „Еснафи“ на Максим Горки. По-късно играе в Сливенския театър, Бургаския театър, Плевенски градски театър, Хасковски градски театър и Варненския общински професионален театър. През 1941-1944 г. работи в Скопския народен театър. От 1944 до 1961 г. е актриса в Русенския драматичен театър. Почива на 3 ноември 1977 г. в Пловдив.

## Роли
Емилия Арнаудова играе множество роли, по-значимите са:
- Рада – „Под игото“ на Иван Вазов
- Мариана – „Тартюф“ на Молиер
- Луиза – „Коварство и любов“ на Фридрих Шилер
- Джесика – „Венецианският търговец“ на Уилям Шекспир
- Вела – „Вампир“ на Антон Страшимиров
- Баба Гицка – „Големанов“ на Ст. Л. Костов
- Гина – „Снаха“ на Георги Караславов[1]